# Tanzania en los Juegos Olímpicos de la Juventud 2018
Tanzania participó en los Juegos Olímpicos de la Juventud 2018 en Buenos Aires, Argentina, del 6 al 18 de octubre de 2018. Su delegación estuvo conformada por cuatro atletas en dos disciplinas. No obtuvo medallas en las justas.

## Medallero
| Medalla       | Oro | Plata | Bronce | Total |
| ------------- | --- | ----- | ------ | ----- |
| Total oficial | 0   | 0     | 0      | 0     |

## Disciplinas

### Atletismo
Tanzania clasificó a dos atletas en esta disciplina.
- Atletismo masculino - Francis Damiano Damasi
- Atletismo femenino - Regina Mpigachai

### Natación
Tanzania clasificó a dos atletas en esta disciplina.
- Eventos masculinos - Dennis Hamisi Mhini
- Eventos femeninos - Sonia Franco Tumiotto